# Lithacodia atratula
Lithacodia atratula är en fjärilsart som beskrevs av Ignaz Schiffermüller 1776. Lithacodia atratula ingår i släktet Lithacodia och familjen nattflyn. Inga underarter finns listade i Catalogue of Life.